# Maximilian Adler
Maximilian Adler (geboren 21. September 1884 in Budweis, Österreich-Ungarn; gestorben 16. Oktober 1944 im KZ Auschwitz) war ein jüdisch-tschechischer Philologe und Hochschullehrer, der Opfer des Holocaust wurde.

## Leben
Maximilian Adler, der Sohn des Kaufmanns Jakob Adler, studierte Klassische Philologie und Philosophie an der Universität Wien. 1906 wurde er bei Hans von Arnim mit einer Dissertation über Plutarchs Schrift De facie in orbe lunae promoviert. Nach dem Studium arbeitete er als Dozent an der Universität Halle (Saale) und als Lehrer an einem Mädchengymnasium in Prag.
Neben dem Schuldienst verfolgte Adler eine wissenschaftliche Laufbahn. Er trat durch Studien zu Plutarch und der stoischen Philosophie hervor. Ein besonderer Schwerpunkt waren die Schriften des jüdisch-griechischen Philosophen und Schriftstellers Philon von Alexandria. 1930 habilitierte sich Adler an der Universität Prag für Klassische Philologie und hielt seitdem Vorlesungen an der Universität ab. Seit 1932 vertrat er den Lehrstuhl des verstorbenen Professors Edgar Martini. Nach fünf Jahren wurde er 1937 zum außerordentlichen Professor ernannt und hatte damit die Befugnis, das Rigorosum und das Staatsexamen abzunehmen. Noch im selben Jahr nahm er das Rigorosum seines einzigen Doktorschülers Martin Sicherl ab, der mit einer Dissertation über griechische Zauberpapyri promovierte.
Nach der Annexion des Sudetenlandes verschärfte sich die Situation für die Juden in Tschechien. Um dem Druck der öffentlichen Meinung nachzugeben, beurlaubte die tschechische Regierung zum 10. Januar 1939 mehrere jüdische Professoren, darunter auch Maximilian Adler. Für die Nationalsozialisten war Adler sowohl wegen seiner jüdischen Herkunft als auch wegen seines Eintretens für den Zionismus missliebig. Nach der Zerschlagung der Rest-Tschechei wurde Adler mit minimalen Bezügen in den Ruhestand versetzt. An Emigration dachte er nicht. Selbst als er das Angebot einer Professur in den Vereinigten Staaten erhielt, lehnte er ab, da er seine alte Mutter in Budweis nicht zurücklassen wollte.
So erlebte Adler in Prag alle Demütigungen der nationalsozialistischen Herrschaft. Am 6. März 1943 wurde er nach Theresienstadt deportiert. Im Ghetto leitete er das Bildungsreferat und unterrichtete jüdische Kinder. Er beteiligte sich auch an kulturellen Aktivitäten und verkehrte mit anderen prominenten Gefangenen, darunter der Rabbiner Leo Baeck, der Psychiater Viktor Frankl und der Geograf Alfred Philippson. Im Oktober 1944 wurde Adler mit einem der letzten Transporte nach Auschwitz gebracht und dort am 16. Oktober ermordet.

## Leistungen
In der Klassischen Philologie war Adler als Lehrer wie als Forscher gleichermaßen anerkannt. Seine Vorlesungen und Seminarübungen behandelten die griechische und lateinische Literatur, wobei er großes Gewicht auf die Erklärung der Dichter legte und seine Studenten vor allem die Methoden des Faches lehrte.
Seine wissenschaftlichen Veröffentlichungen begannen mit kleineren Beiträgen über den Schriftsteller Plutarch, dessen umfangreiche literarische Hinterlassenschaft Adler unter verschiedenen Aspekten erforschte. Bedeutender und umfangreicher jedoch war Adlers Beschäftigung mit der hellenistischen Philosophie. Er erstellte den Indexband der großen Ausgabe der Stoicorum veterum fragmenta seines Lehrers Hans von Arnim (1924) und beschäftigte sich im Anschluss daran mit den Schriften des jüdisch-hellenistischen Philosophen und Schriftstellers Philon von Alexandria. Insbesondere beteiligte er sich an der großangelegten Übersetzung seiner Werke, die von Isaak Heinemann geleitet wurde. Gemeinsam mit Heinemann verfasste er den sechsten Band der Reihe (1938), den letzten, der vor dem Zweiten Weltkrieg erschien.

## Schriften (Auswahl)
- Quibus ex fontibus Plutarchus libellum ‚De facie in orbe lunae‘ hauserit. Wien 1910 (Dissertationes philologae Vindobonenses 10,2)
- Stoicorum veterum fragmenta. Vol. 4: Quo indices continentur. Leipzig 1924
- Studien zu Philon von Alexandreia. Breslau 1929